# David Farrar
David Farrar (Londra, 21 agosto 1908 – KwaZulu-Natal, 31 agosto 1995) è stato un attore britannico.

## Biografia
Dopo una breve esperienza nel giornalismo, dal 1932 David Farrar intraprese la carriera artistica come attore teatrale e nel 1937 debuttò sul grande schermo in un breve ruolo non accreditato nel film Return of a Stranger (1937). Seguirono alcuni altri ruoli minori, come in Went the Day Well? (1942) di Alberto Cavalcanti, prodotto dalla Ealing Studios, vicenda di propaganda che narra di un'ipotetica invasione di un piccolo villaggio inglese da parte dei nazisti, e in Incontro nel buio (1943), un thriller di spionaggio interpretato da James Mason. Con The Night Invader (1943), Farrar ebbe uno dei suoi primi ruoli da protagonista, quello dell'agente britannico Dick Marlow, impegnato in una missione di spionaggio nei Paesi Bassi occupati, mentre in For Those in Peril (1944) fu diretto dall'esordiente Charles Crichton in una pellicola semi-documentaristica sull'impegno britannico nella seconda guerra mondiale.
Farrar fu uno degli attori più impegnati sugli schermi inglesi nella prima metà degli anni quaranta in pellicole belliche, iniziando a cambiare registro solo nel 1945, quando interpretò la figura del detective Sexton Blake in due film consecutivi, Meet Sexton Blake (1945) e The Echo Murders (1945). Fu nel 1947 che l'attore si impose definitivamente grazie al ruolo di Mr. Dean in Narciso nero (1947), accanto a Deborah Kerr e per la prima volta sotto la direzione di Michael Powell ed Emeric Pressburger. La vicenda, incentrata sul dualismo tra sacro e profano, ha come sfondo una missione aperta da un gruppo di suore inglesi in una località dell'Himalaya. Il personaggio di Farrar, un affascinante residente che svolge il compito di agente distrettuale, genera tensioni emotive nel convento, facendo innamorare di sé una delle religiose, Sister Ruth (Kathleen Byron), che smarrisce progressivamente il proprio equilibrio emotivo. L'attore fu unanimemente apprezzato dal pubblico e dalla critica per la sua interpretazione, ricca di sensibilità ed espressività, che convinse Powell e Pressburger ad affidargli altri due ruoli, quello dell'alcolizzato esperto di esplosivi Sammy Rice in I ragazzi del retrobottega (1949), e quello del bieco Jack Redding, un ricco possidente dello Shropshire che tenta di insidiare Jennifer Jones nell'avventuroso La volpe (1950).
Nel frattempo Farrar aveva nuovamente recitato per la casa produttrice Ealing in Frida l'amante straniera (1947), un melodramma sui pregiudizi antitedeschi nell'Inghilterra post-bellica, per la regia di Basil Dearden, che lo diresse nuovamente ne La gabbia d'oro (1950), in cui l'attore recitò accanto a Jean Simmons. L'anno successivo iniziò ad alternare incursioni nel cinema statunitense, recitando nelle avventure in costume La calata dei mongoli (1951) e Lo scudo dei Falworth (1954), in entrambi i quali si calò nei panni del tenebroso villain. Partecipò anche alla pellicola italiana a episodi I vinti (1952), per la regia di Michelangelo Antonioni, ispirata a fatti di cronaca con coinvolgimento di giovani in furti e delitti. Durante gli anni cinquanta continuò a recitare prevalentemente in pellicole d'avventura, come Le armi del re (1954), nel ruolo di Carlo II d'Inghilterra, Gli amanti dei 5 mari (1955), in cui fu antagonista di John Wayne, e L'avventuriero di Burma (1955).
Ritornò in Inghilterra per interpretare il ruolo dell'ispettore Craig nel poliziesco 999 Scotland Yard (1956), quindi ritrovò Powell e Pressburger nel kolossal bellico La battaglia di Rio della Plata (1956), in cui ebbe il ruolo di narratore. Nuovamente a Hollywood, apparve nell'avventuroso Il grande capitano (1959), nel ruolo dell'uomo politico inglese John Wilkes, accanto a Bette Davis e Robert Stack, e in Salomone e la regina di Saba (1959) con Gina Lollobrigida e Yul Brynner, nelle vesti del faraone Siamon. In Beat Girl (1960), uno dei primi film sulla ribellione giovanile dei tardi anni cinquanta, interpretò il ruolo del padre della protagonista (Gillian Hills), mentre nel kolossal L'eroe di Sparta (1962) vestì i panni del re Serse I di Persia. Fu l'ultima apparizione cinematografica di Farrar e segnò il suo definitivo addio alle scene. Poco più che cinquantenne, l'attore si ritirò a vita privata. Dopo la scomparsa della moglie Irene Elliot (che aveva sposato nel 1929), nel 1976 l'attore raggiunse la figlia Barbara in Sudafrica, dove visse fino alla morte, avvenuta nel 1995.

## Filmografia

### Cinema
- Return of a Stranger, regia di Victor Hanbury (1937) (non accreditato)
- Silver Top, regia di George King (1938)
- Napoleone e Giuseppina Beauharnais (A Royal Divorce), regia di Jack Raymond (1938)
- Sexton Blake and the Hooded Terror, regia di George King (1938)
- Ali che non tornano (Q Planes), regia di Tim Whelan e Arthur B. Woods (1939) (non accreditato)
- Goofer Trouble
- Danny Boy, regia di Oswald Mitchell (1941)
- Sheepdog of the Hills, regia di Germain Burger (1941)
- Pennsylvania (Penn of Pennsylvania), regia di Lance Comfort (1942) (non accreditato)
- Agguato sul rapido (Suspected Person), regia di Lawrence Huntington (1942)
- Went the Day Well?, regia di Alberto Cavalcanti (1942)
- The Dark Tower, regia di John Harlow (1943)
- Incontro nel buio (They Met in the Dark), regia di Carl Lamac (1943)
- Headline, regia di John Harlow (1944)
- The Night Invader, regia di Herbert Mason (1943)
- For Those in Peril, regia di Charles Crichton (1944)
- The Hundred Pound Window, regia di Brian Desmond Hurst (1944)
- The World Owes Me a Living, regia di Vernon Sewell (1945)
- Meet Sexton Blake, regia di John Harlow (1945)
- The Echo Murders, regia di John Harlow (1945)
- The Trojan Brothers, regia di Maclean Rogers (1946)
- Accadde a Lisbona (Lisbon Story), regia di Paul L. Stein (1946)
- Narciso nero (Black Narcissus), regia di Michael Powell e Emeric Pressburger (1947)
- Frida l'amante straniera (Frieda), regia di Basil Dearden (1947)
- Mr. Perrin e Mrs. Traill, regia di Lawrence Huntington (1948)
- I ragazzi del retrobottega (The Small Back Room), regia di Michael Powell e Emeric Pressburger (1949)
- La città dei diamanti (Diamond City), regia di David MacDonald (1949)
- La gabbia d'oro (Cage of Gold), regia di Basil Dearden (1950)
- La volpe (Gone to Earth), regia di Michael Powell e Emeric Pressburger (1950)
- The Late Edwina Black, regia di Maurice Elvey (1952)
- Notte senza stelle (Night Without Stars), regia di Anthony Pelissier (1951)
- La calata dei mongoli (The Golden Horde), regia di George Sherman (1951)
- The Wild Heart, regia di Michael Powell e Emeric Pressburger (1952)
- I vinti, regia di Michelangelo Antonioni (1953)
- Duello nella giungla (Duel in the Jungle), regia di George Marshall (1954)
- Lo scudo dei Falworth (The Black Shield of Falworth), regia di Rudolph Maté (1954)
- Le armi del re (Lilacs in the Spring), regia di Herbert Wilcox (1954)
- L'avventuriero di Burma (Escape to Burma), regia di Allan Dwan (1955)
- Gli amanti dei cinque mari (The Sea Chase), regia di John Farrow (1955)
- Le perle nere del Pacifico (Pearl of the South Pacific), regia di John Farrow (1955)
- 999 Scotland Yard (Lost), regia di Guy Green (1956)
- La battaglia di Rio della Plata (The Battle of the River Plate), regia di Michael Powell e Emeric Pressburger (1956) (narratore)
- Woman and the Hunter, regia di George P. Breakstone (1957)
- L'affare Dreyfus (I Accuse!), regia di José Ferrer (1958)
- Son of Robin Hood, regia di George Sherman (1958)
- Beat Girl, regia di Edmond T. Gréville (1960)
- Vatussi (Watusi), regia di Kurt Neumann (1959)
- Il grande capitano (John Paul Jones), regia di John Farrow (1959)
- Salomone e la regina di Saba (Solomon and Sheba), regia di King Vidor (1959)
- The Webster Boy, regia di Don Chaffey (1962)
- L'eroe di Sparta (The 300 Spartans), regia di Rudolph Maté (1962)

### Televisione
- Portrait of Peter Perowne, regia di Wolf Rilla – film TV (1952)
- The Dick Powell Show – serie TV, episodio 1x25 (1962)

## Doppiatori italiani
Nelle versioni in italiano dei suoi film, David Farrar è stato doppiato da:
- Gualtiero De Angelis in Salomone e la regina di Saba, L'avventuriero di Burma
- Sandro Ruffini in Narciso nero, Frida l'amante straniera
- Nino Pavese in Duello nella giungla
- Emilio Cigoli in Lo scudo dei Falworth
- Stefano Sibaldi in Gli amanti dei cinque mari
- Giorgio Capecchi in L'eroe di Sparta